# Emilstorp, Saltsjö-Duvnäs

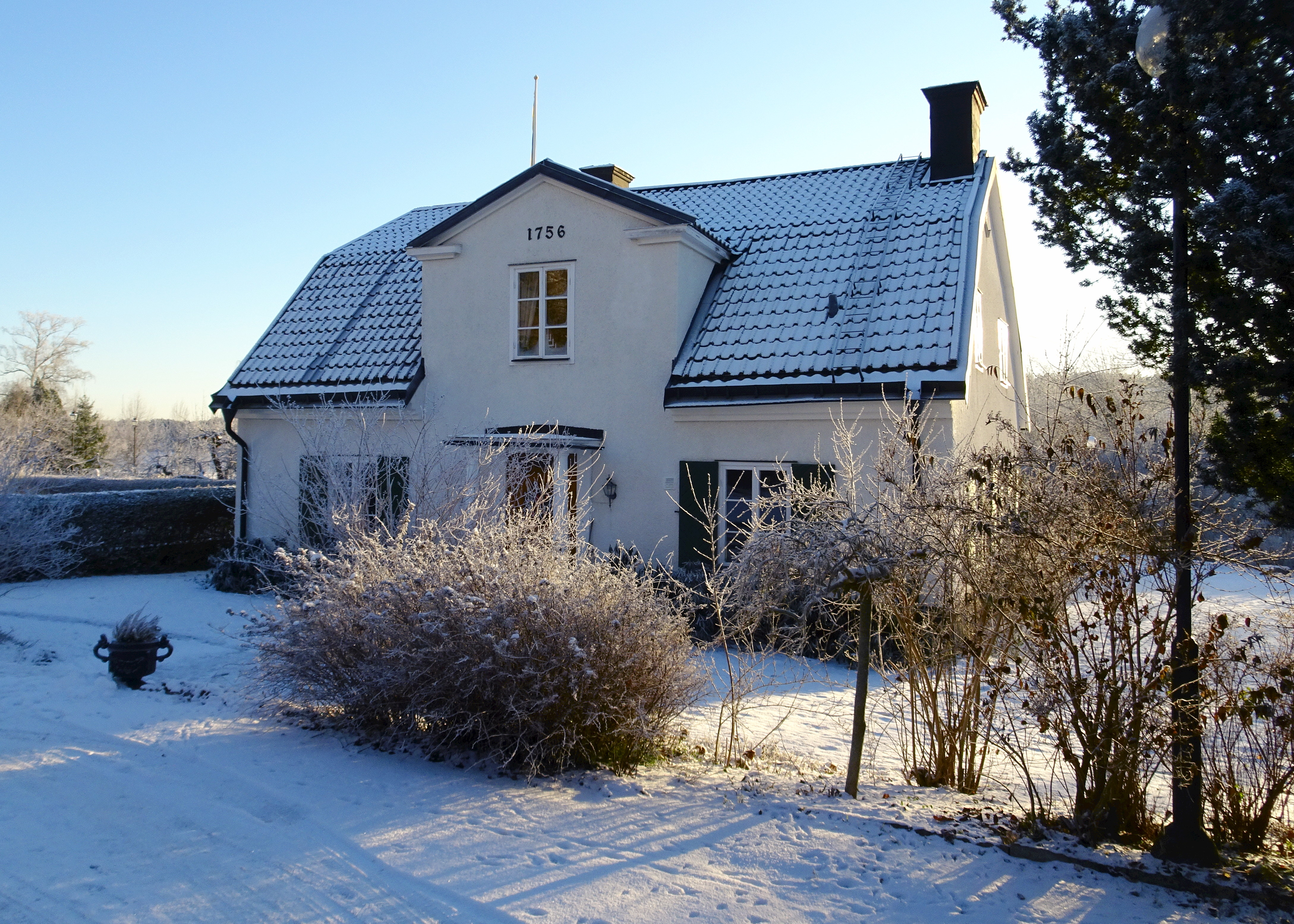
Emilstorp, fasad mot norr, 2021.

Emilstorp kallas en byggnad vid Herrgårdsvägen 2 i Saltsjö-Duvnäs, Nacka kommun. Huset från 1700-talets mitt var del av ett brännvinsbränneri samt förvaltarbostad åt Nedre Duvnäs, idag är det privatbostad.

## Historia

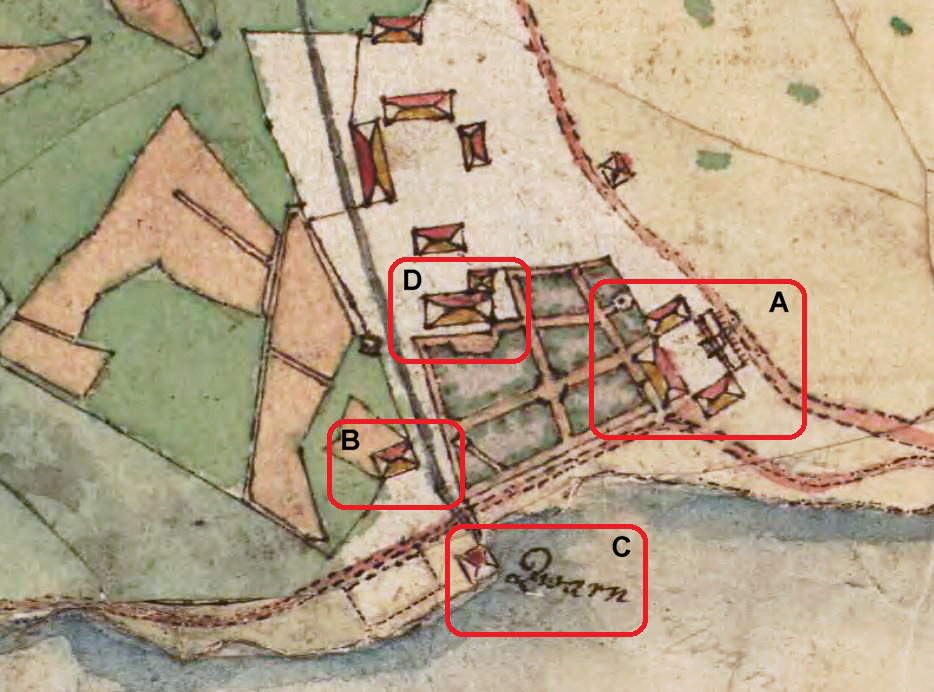
Duvnäs nedre gård 1782.

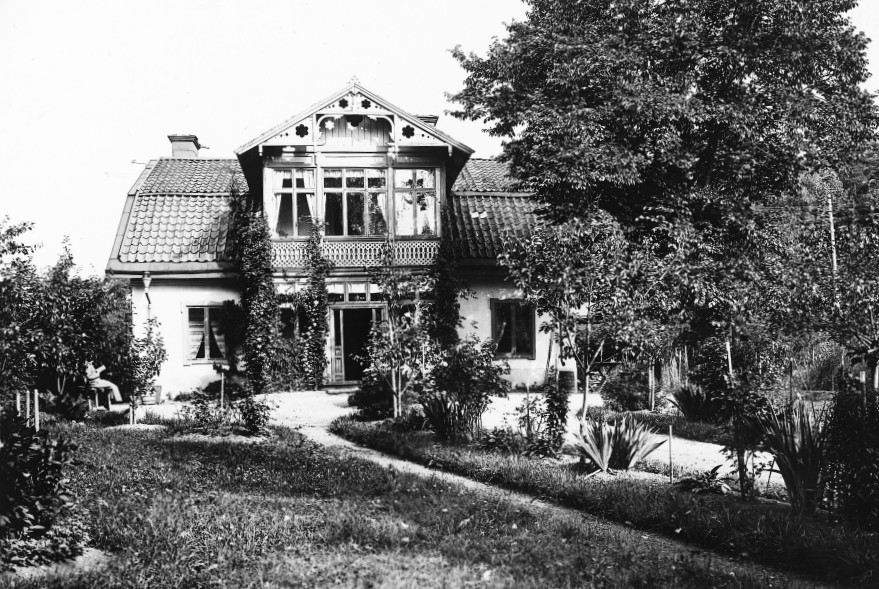
Emilstorp på 1920-talet.

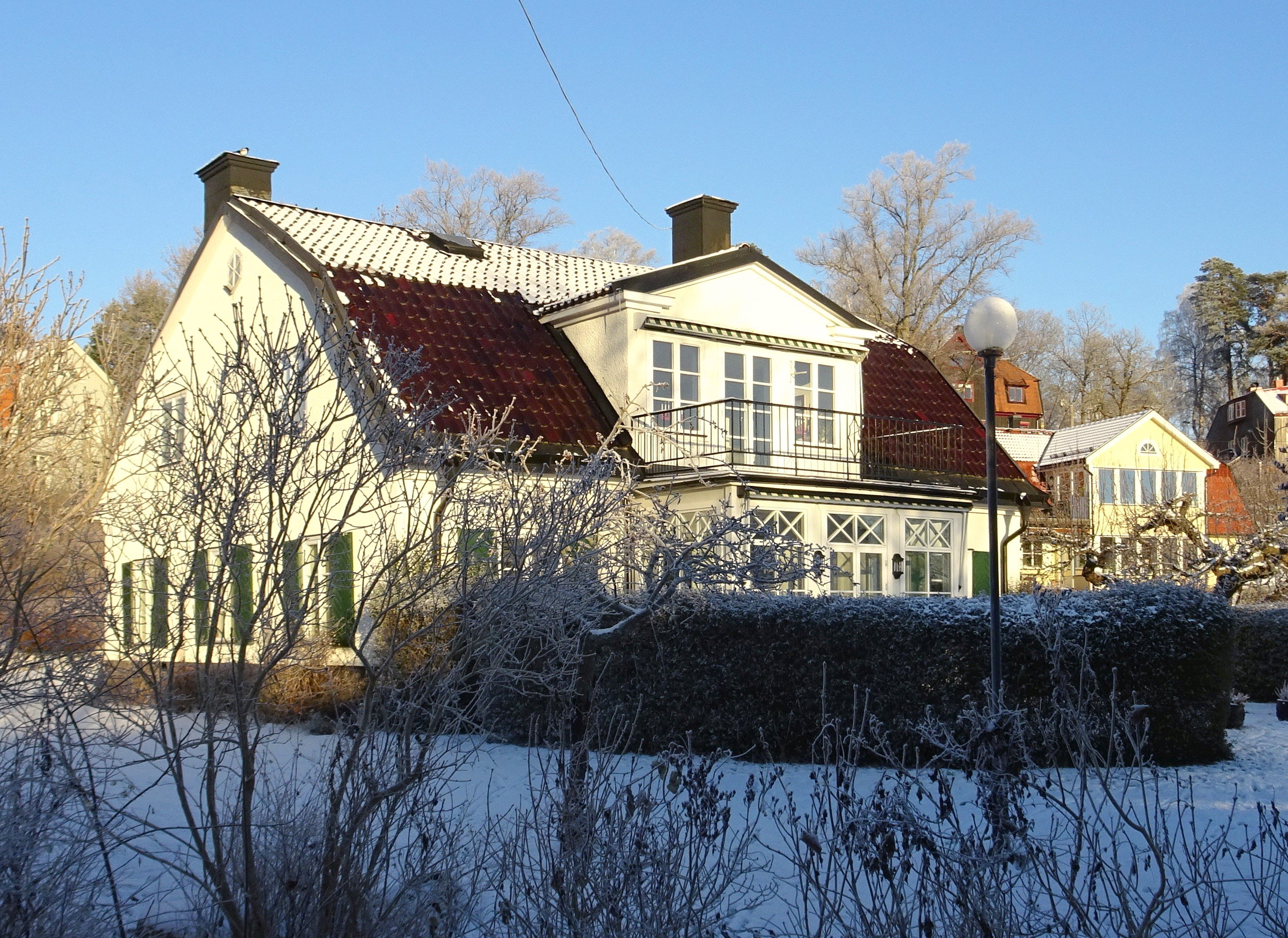
Emilstorp, fasad mot söder, 2021.

På området kring Duvnäs nedre gård och Emilstorp bedrev skotten Robert Finlay på 1750-talet en industriell verksamhet som bland annat omfattade en nålfabrik, ett tegelbränneri, en kvarn, ett klensmide för tillverkning av lås och ett brännvinsbränneri. 
Det senare låg ett litet stycke nordost om Duvnäs kvarn och nyttjade samma vattenkraft som kvarnen. Vattnet kom via dammar och rännor från Långsjön. Bränneriet hade byggts så att vattnet leddes rätt genom källaren. Bebyggelsen framgår på en karta från 1782. Öster om bränneriet (D) syns Nedre Duvnäs med sin trädgård (A) och söder därom Duvnäs kvarn och den ännu bevarade Kvarngården (C och B).
Carl Gustaf Tessin omnämnde stället i sina resedagböcker där han i juli 1759 bland annat skrev: Dufvenäs, bäst till ägo af alla, uppbyggt för mera än 60 år sedan av Borgmästaren i Stockholm Bunge. Var redan då i rop för vidlyftig trädbyggnad och vacker trädgård, men förtjänar det nu fast bättre. sedan hr Finlay där nedlagt stora penningar och upprättat det ansenligaste bränneriet i hela riket. I en bouppteckning år 1801 upptogs ett Brännerihus af sten. Hur länge verksamheten pågick är inte känt. 
Huset fungerade även som bostad för Duvnäs gårds förvaltare och har byggts om flera gånger sedan 1700-talet. Övervåningen förnyades någon gång i början av 1800-talet. På ett fotografi från 1920-talet syns Emilstorp ombyggt till sommarnöje med stor inglasad punschveranda och rikliga lövsågerier som troligen tillkom under 1800-talets slut. Bilden visar även en typisk trädgård från 1800-talets andra hälft med en grusad mittgång och symmetrisk anlagda blomsterrabatter på vardera sidan. Idag ter sig exteriören åter något enklare. På frontespisen mot norr syns årtalet 1756, vilket anger det förmodade byggåret.